# Orthosia instabilis
Orthosia instabilis là một loài bướm đêm trong họ Noctuidae.